# اچ‌ام‌اس ایمپریوس (۱۸۸۳)
اچ‌ام‌اس ایمپریوس (۱۸۸۳) (به انگلیسی: HMS Imperieuse (1883)) یک کشتی بود که طول آن ۳۱۵ فوت (۹۶ متر) بود. این کشتی در سال ۱۸۸۳ ساخته شد.